# Angela Baker
 (novembre 2018).
Si vous disposez d'ouvrages ou d'articles de référence ou si vous connaissez des sites web de qualité traitant du thème abordé ici, merci de compléter l'article en donnant les références utiles à sa vérifiabilité et en les liant à la section « Notes et références ».
 (novembre 2018).
Angela Baker est un personnage de fiction créé en 1983 par Robert Hiltzik dans le film d'horreur Massacre au camp d'été.

## Histoire
Dans le premier opus, Angela est une jeune adolescente de quatorze ans timide et peu bavarde qui lui attire des moqueries de sa camarade, Judy mais également ceux de sa monitrice Meg. À la suite d'un accident qui a coûté la vie à son père et son frère, elle a survécu mais elle a dû vivre chez sa tante Martha et son cousin Ricky. Au cours du film, malgré les moqueries, elle parvient à s'ouvrir sortir de son silence et commence à parler avec Paul, l'ami de Ricky. À la fin, Angela n'est nul autres que la tueuse responsable des meurtres du camp Arawak, mais elle est également un homme. En effet, c'est en réalité le frère de la vraie "Angela", Peter qui avait survécu à l'accident huit ans plutôt et c'est sa tante, Martha qui lui a convaincu que son neveu était une fille et l'a élevé ainsi. 
Dans le second opus, 5 ans après les meurtres du camp Arawak, Angela Baker, désormais "guérie" de sa folie meurtrière et ayant subie une chirurgie de réattribution de genre décide de se renommer Angela Johnson et de travailler en tant que monitrice dans une colonie de vacances. Cependant, ses anciens démons reviennent lorsqu'elles voient les jeunes campeurs dont elle a la responsabilité, se livrer à des activité sexuelles et illicites. Par exemple, elle brûle vive des soeur jumelles après qu'elles aient consommé de la drogue, noyé une campeuse dans des toilettes sèches ou tué une autre campeuse avec une perceuse. Toutefois, Angela épargne Molly, une campeuse sage et gentille. 

## Interprétations
Angela Baker est interprétée tout d'abord par l'actrice Felissa Rose dans le film Massacre au camp d'été  sorti en 1983. Puis, par l'actrice Pamela Springsteen dans les deux suites du film : Sleepaway Camp II: Unhappy Campers et  Sleepaway Camp III: Teenage Wasteland. Puis, Felissa Rose revient dans le rôle qui l'a fait connaître au grand écran en 2008 dans le film Return to Sleepaway Camp.

## Personnalité et apparence
- Massacre au camp d'été : Dans le premier film de la série, Angela est une adolescente de quatorze ans timide et peu bavarde. Elle vit avec sa tante (Desiree Gould) et son cousin Ricky (Jonathan Tiersten) après que sa famille ne perde tragiquement la vie dans un accident de bateau. Elle est brune et à les cheveux longs. Elle se fait harceler par les autres adolescents du camp ou elle passe ses vacances... Elle est calme. À la fin du film elle est beaucoup moins calme et l'on peut remarquer qu'elle a en réalité un pénis. En effet sa tante lui a dit qu'elle était une fille jusque-là... Elle pousse également des cris étranges, comme ceux d'animaux...
- Massacre au camp d'été 2  : Angela (désormais interprétée par  Pamela Springsteen)  est désormais bel et bien une femme (après une opération de changement de sexe) et se fait engager dans le Camp Rolling Hills. Elle est soi - disant guérie de sa folie meurtrière et se fait passer pour Angela Johnson. Elle paraît très gentille malgré le fait que les adolescentes du camp la traitent de lesbienne. Elle est très appréciée par l'Oncle John (le directeur du camp et n'est pas très amie avec T.C. un des moniteurs les plus populaires... Elle finira tout de même par tuer tous les mauvais adolescents et moniteurs de façon très originale (des sœurs jumelles brûlées vives après avoir consommer de la drogue, tuer une adolescente avec une perceuse ou encore se déguiser en Leatherface et assassiner deux adolescents eux déguisés en Freddy Krueger et Jason Voorhees avec leurs propres armes... Elle finira par tuer tout le monde dans le camp excepté Molly, une jeune adolescente qu'Angela juge gentille et sage...
- Sleepaway Camp III: Teenage Wasteland : Angela à désormais un carré blond et gris et se fait passer pour une jeune adulte pauvre partant au camp New Horizons tenu par un couple de vieux moniteurs. Elle y fait la rencontre de plusieurs autres adolescents venant de multiples endroits et finira par tous les tuer...
- Return to Sleepaway Camp : On ne voit le personnage d'Angela que dans les cinq dernières minutes du film ainsi que dans la scène après le générique de fin. En effet, dans ce film, tout laisse à penser que le véritable tueur est Allan, un adolescent obèse et n'ayant pas la lumière à tous les étages... On fait la rencontre, au début du film, d'un policier venant parler aux adolescents des dangers de la cigarette. Ce policier a eu un cancer du larynx et ne parle désormais qu'avec un petit objet électronique qui lui donne une voix de robot... Il s'agit en effet d'Angela déguisée qui tue tous les méchants campeurs...
- Sleepaway Camp 4: The Survivor :